# Angicourt
Angicourt és un municipi francès, situat al departament de l'Oise i a la regió dels Alts de França. L'any 2007 tenia 1.651 habitants.

## Demografia

### Població
El 2007 la població de fet d'Angicourt era de 1.651 persones. Hi havia 548 famílies de les quals 96 eren unipersonals (44 homes vivint sols i 52 dones vivint soles), 184 parelles sense fills, 248 parelles amb fills i 20 famílies monoparentals amb fills.
La població ha evolucionat segons el següent gràfic:
Habitants censats

### Habitatges
El 2007 hi havia 607 habitatges, 549 eren l'habitatge principal de la família, 18 eren segones residències i 40 estaven desocupats. 499 eren cases i 46 eren apartaments. Dels 549 habitatges principals, 467 estaven ocupats pels seus propietaris, 71 estaven llogats i ocupats pels llogaters i 11 estaven cedits a títol gratuït; 21 tenien una cambra, 39 en tenien dues, 82 en tenien tres, 139 en tenien quatre i 269 en tenien cinc o més. 494 habitatges disposaven pel capbaix d'una plaça de pàrquing. A 177 habitatges hi havia un automòbil i a 332 n'hi havia dos o més.

### Piràmide de població
La piràmide de població per edats i sexe el 2009 era:
| Homes | Edats   | Dones |
| ----- | ------- | ----- |
| 0     | 95 o +  | 0     |
| 0     | 90 a 94 | 0     |
| 0     | 85 a 89 | 4     |
| 0     | 80 a 84 | 12    |
| 8     | 75 a 79 | 28    |
| 12    | 70 a 74 | 4     |
| 24    | 65 a 69 | 24    |
| 32    | 60 a 64 | 28    |
| 44    | 55 a 59 | 44    |
| 72    | 50 a 54 | 60    |
| 52    | 45 a 49 | 88    |
| 68    | 40 a 44 | 40    |
| 76    | 35 a 39 | 60    |
| 44    | 30 a 34 | 76    |
| 28    | 25 a 29 | 20    |
| 48    | 20 a 24 | 32    |
| 72    | 15 a 19 | 68    |
| 108   | 10 a 14 | 68    |
| 48    | 5 a 9   | 48    |
| 28    | 0 a 4   | 48    |

## Economia
El 2007 la població en edat de treballar era de 1.148 persones, 790 eren actives i 358 eren inactives. De les 790 persones actives 711 estaven ocupades (385 homes i 326 dones) i 79 estaven aturades (49 homes i 30 dones). De les 358 persones inactives 98 estaven jubilades, 112 estaven estudiant i 148 estaven classificades com a «altres inactius».

### Ingressos
El 2009 a Angicourt hi havia 499 unitats fiscals que integraven 1.397 persones, la mediana anual d'ingressos fiscals per persona era de 23.653 €.

### Activitats econòmiques
Dels 30 establiments que hi havia el 2007, 3 eren d'empreses de fabricació d'altres productes industrials, 11 d'empreses de construcció, 6 d'empreses de comerç i reparació d'automòbils, 2 d'empreses de transport, 1 d'una empresa d'hostatgeria i restauració, 2 d'empreses immobiliàries, 4 d'empreses de serveis i 1 d'una empresa classificada com a «altres activitats de serveis».
Dels 12 establiments de servei als particulars que hi havia el 2009, 2 eren paletes, 2 guixaires pintors, 2 fusteries, 2 lampisteries, 2 electricistes, 1 perruqueria i 1 agència immobiliària.

## Equipaments sanitaris i escolars
El 2009 hi havia una escola elemental.

## Poblacions més properes
El següent diagrama mostra les poblacions més properes.